# المنطقة المتمردة (الحرب الأهلية الإسبانية)
المنطقة المتمردة أو المنطقة الفرانكوية هما الاسمان اللذان يعرّف بهما التأريخ المعاصر للمناطق التي خضعت لسيطرة المتمردين ضد الجمهورية الإسبانية والتي أطلقوا عليها اسم «المنطقة القومية» داخل إسبانيا أثناء الحرب الأهلية.
تم الاعتراف بها في 1936 ممثلة للدولة الإسبانية من بعض الدول الأوروبية التي دعمتها، مثل ألمانيا النازية وإيطاليا الفاشية - واستخدم السفير الألماني في اتصالاته مع حكومته مصطلح «إسبانيا البيضاء» للإشارة إلى منطقة التمرد. في فبراير 1939 وقرب نهاية الحرب بدأ الاعتراف بها من طرف حكومتي فرنسا والمملكة المتحدة.
كانت مساحة منطقة المتمردين تتغير طوال الحرب مع تحرك الجبهات. واكتملت حدودها في نهاية الأمر عندما حققت قوات الجنرال فرانكو السيطرة الكاملة على البلاد، وهو بداية نظام فرانكو أو دكتاتورية فرانثيسكو فرانكو.

## المفهوم والمصطلح
«المنطقة القومية» أو «المنطقة المتمردة»، هي ألقاب تقليدية أسماها التأريخ الفرانكوني، ولكن الحقيقة أن معظم التأريخ المعاصر يرفض مصطلح «قومية» لصالح فئة ما وهم المتمردين أو الفرانكويين. لذا يتم حاليًا إعطاء مصطلحات عامة أخرى مثل «المنطقة الفرانكوية» أو «المنطقة المتمردة». ويذكرها مؤلفون مثل هيو توماس أو رامون تامامس في كتبهم باسم «إسبانيا القومية» أو «الوطنية».
مصطلح «القوميون» أو «الوطنيون» المطبق على أحد المتحاربين في الحرب الأهلية صاغه جوزيف جوبلز وزير الدعاية النازي الألماني، بعد زيارة الوفد الإسباني السري برئاسة النقيب فرانسيسكو أرانز لطلب المساعدة والمواد الحربية. إلى ألمانيا النازية بعد الانقلاب في إسبانيا يوم 24 يوليو 1936. كان القصد من هذا المصطلح إعطاء جانب من الشرعية للمساعدة العسكرية الألمانية للمتمردين العسكريين الأسبان. وصفهم أسقف سالامانكا إنريكي بلا إي دينيل بأنهم صليبيون (واستخدم مصطلح الحملة الصليبية للإشارة إلى حملتهم). فوافق ذلك أهواء قادة الفصائل المتمردة واعتمدوه.

## التطورات السياسية
بعد مرحلة مؤقتة مثلها مجلس الدفاع الوطني الذي تشكل بعد وفاة الجنرال سانخورخو في حادث تحطم طائرة، والذي كان سيترأس الإدارة العسكرية التي ستحكم البلاد بعد الإطاحة بحكومة الجبهة الشعبية، قرر الجنرالات الثوار والقيادات تسمية قيادة عسكرية وسياسية تكون تحت إدارة شخص واحد. فأطلقوا في 1 أكتوبر 1936 على الجنرال فرانكو لقب «جنراليسيمو» للقوات المتمردة ورئيس حكومة الدولة. وبعد فشل الاستيلاء على مدريد (بين نوفمبر 1936 ومارس 1937) ومع احتمال استمرارية الحرب، بدأ الجنراليسمو فرانكو بمساعدة صهره رامون سيرانو سوينير في تكوين التنظيم السياسي للدولة الجديدة. كانت الخطوة الأولى هي مرسوم التوحيد الصادر في أبريل 1937 والذي بموجبه تم دمج جميع القوى السياسية التي دعمت الانتفاضة الوطنية، ولا سيما الفلانخيين والكارليين الذين ساهموا بميليشياتهم بأكبر قدر في الحرب في حزب واحد سمي الكتائب الإسبانية التقليدية والجمعيات الدفاعية النقابية الوطنية. كانت الخطوة التالية هي تنظيم الدولة الجديدة التي كانت المهمة التي أوكلها الجنراليسمو إلى أول حكومة له تم تعيينها في 30 يناير 1938 (والتي حلت محل مجلس الدولة الفني).
رافق بناء الدولة الجديدة تدمير كل ما له علاقة بالجمهورية. وهكذا في منطقة التمرد على عكس يحدث في المنطقة الجمهورية (حيث اندلعت الثورة) تم تنفيذ ثورة مضادة، نفذت قمعًا منهجيًا لأشخاص ومنظمات ومؤسسات يمكن تصور أنها بطريقة ما حقيقية أو حتى خيالية مرتبطة بتلك الجمهورية الثورية أو هي بيد الثوار الذين قيل إنهم يحاربونها.
في هذا الطريق [لبناء الدولة الجديدة والقضاء على كل ما يرتبط بالجمهورية]، حظي فرانكو بدعم ومباركة الكنيسة الكاثوليكية. بدأ الأساقفة والكهنة والرهبان في معاملة فرانكو على أنه شخص أرسله الله لتنظيم وانتهى الأمر بالمدينة الأرضية وفرانكو إلى الاعتقاد بأنه في الواقع كانت له علاقة خاصة بالعناية الإلهية.

### مجلس الدفاع الوطني
بعد مقتل الجنرال سانخورخو المنفي في إستوريل يوم 20 يوليو بمجرد إقلاع طائرته للذهاب من لشبونة إلى بامبلونا لقيادة الانتفاضة، أصبح الجنرالات المتمردون بدون قائد يقود الانتفاضة. وللتعويض عن ذلك، شكل الجنرالات والقادة المتمردون بعد أربعة أيام من الحادث لجنة الدفاع الوطني في برغش يوم 24 يوليو، برئاسة ميغيل كابانياس القائد الأعلى والأقدم سنًا ورئيس الفرقة في سرقسطة، وبعضوية الجنرال ساليكيت والجنرال بونتي والجنرال مولا والجنرال دافيلا والعقيد مونتانير والعقيد مورينو كالديرون (انضم إليهم الجنرال فرانكو لاحقًا). نص مرسومه رقم 1 على أنه يتولى جميع سلطات الدولة، وفي المراسيم المتعاقبة قام بتمديد حالة الحرب التي أعلنها المتمردون في كل مكان لتشمل إسبانيا كلها (والتي كانت بمثابة الأساس لتحويل كل من يعارض التمرد العسكري إلى محاكم عسكرية سريعة)، وحظر 19 حزب ونقابة تتبع الجبهة الشعبية وحظر جميع النقابات السياسية والعمالية لخدمة العمال وأصحاب العمل مع استمرار الظروف الحالية (مرسوم 25 سبتمبر).

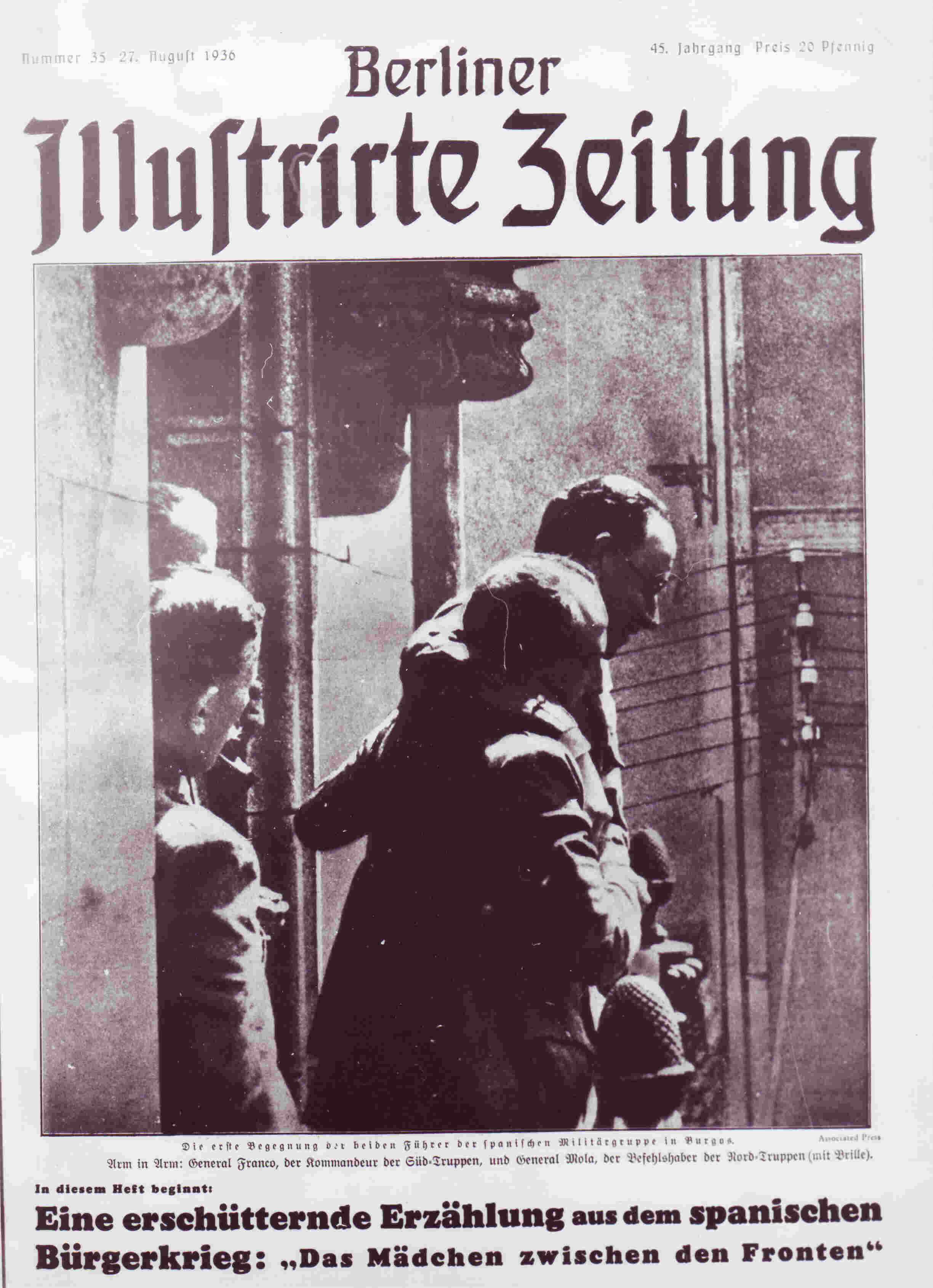
مولا يحضن الجنرال فرانكو في ظهور في برغش في 27 أغسطس 1936، جمعته الصحيفة الألمانية Berliner Illustrierte Zeitung. مولا من اليمين.

لكن الشيء الأكثر أهمية هو تحقيق وحدة القيادة العسكرية. فبعد فشل الانقلاب العسكري سقطت الاحتمالية التي توقعها مولا لإنشاء قيادة عسكرية على قاعدته، بل وأكثر من ذلك هو مقتل الشخص الذي كان من الممكن أن يرأسه بطريقة لا جدال فيها [الجنرال سانخورخو]. وبالنظر إلى ذلك طُرِح سؤال حول احتمال عودة الملكية، والتي لم يتوقعها الإنقلابيون بأي حال من الأحوال. ولكن أي إجراء يتطلب حتمًا المرور أولاً بانتخاب قيادة واحدة. يبدو أنه كان الجنرال فرانكو وكان المقر قد وضع للتو في 26 أغسطس في قصر غولفين في قصرش، حيث نظم الفلانخيون تجمعًا جماهيريًا تم الترحيب به قائدًا ومخلصًا لإسبانيا) الذي طلب عقد اجتماع للجنرالات المتمردين لمناقشة الموضوع. على الرغم من أنه وفقًا لمؤرخين آخرين فإن الاقتراح قدمه الجنرال ألفريدو كيندلان.

### الجنراليسمو والكواديو فرانكو
في 21 سبتمبر عقد الاجتماع الأول الذي حضره جنرالات مجلس الدفاع الوطني في مزرعة على مشارف سالامانكا، بالإضافة إلى الجنرالات أورجاز وجيل يوتسي والفريدو كنديلان. هناك ناقش المجتمعون الحاجة إلى قيادة واحدة لقوات التمرد، فعينوا الجنرال فرانكو في هذا المنصب، لأنه هو الذي قاد الجيش الذي كان على وشك الدخول إلى مدريد (قاد جيش إفريقيا الذي استولى على مكادة على بعد 100 كيلومتر فقط من العاصمة) والشخص الذي حصل على مساعدة من ألمانيا النازية وإيطاليا الفاشية، وهو الذي تعامل معهم. كما أثرت على حقيقة استبعاد المرشحين المحتملين الآخرين (كابانياس لأنه كان ماسونيا؛ كيبو ديانو لأنه كان جمهوريًا؛ ومولا لأن تقدم أرتاله نحو مدريد قد فشل). بالإضافة إلى ذلك كان الجنرال فرانكو أكثر حذرًا وأقل أيديولوجية وأكثر حيادية من حيث النظام حسب المؤرخ سانتوس جوليا. ولكن بمجرد تقرير القيادة الواحدة في المجال العسكري، لم يتم توضيح القيادة السياسية. صوت جميع الجنرالات المجتمعين لصالح فرانكو باستثناء الجنرال كابانياس الذي امتنع عن التصويت والذي علق لاحقًا:
«أنت لا تعلمون ماقمتم به، لأنكم لا تعرفونه مثلما أعرفه أنا، قد كان تحت قيادتي في الجيش الأفريقي، قائدًا لإحدى الوحدات تحت إمرتي.. إذا أعطيته إسبانيا فسيعتقد أنها ملكه ولن يدع أي شخص يحل محله في الحرب أو بعدها حتى وفاته».
ثم قام الجنرال فرانكو بخطوة رئيسية: أمر الأعمدة المتقدمة نحو مدريد بالالتفاف نحو طليطلة لتحرير الكازار، وبالتالي رفع الحصار الذي دام شهرين، كان ألكازار مركزًا للمقاومة حيث لجأ في الأيام الأولى من الانتفاضة ألف من الحرس المدني والفلانخي مع نسائهم وأطفالهم، ومعهم من أكاديمية المشاة تحت قيادة مديرها العقيد موسكاردو، وأنهم كانوا يحتجزون نساء وأطفال من المسلحين اليساريين المعروفين رهائن. ومع تحرير ألكازار وإطلاق سراح المحتجزين، حصل فرانكو على رصيد سياسي هائل: كان الكازار رمزًا لخلاص إسبانيا التي ارتفعت من القبر الذي قاده إليه أعداؤها. أدى الاستيلاء على ألكازار إلى توسيع أسطورة الجنرال فرانكو. واشتهرت عبارة موسكاردو الشهيرة: «فرانكو منقذ الأبطال المحاصرين، وهو رمز جيش مستعد لكسب الحرب بأي ثمن».

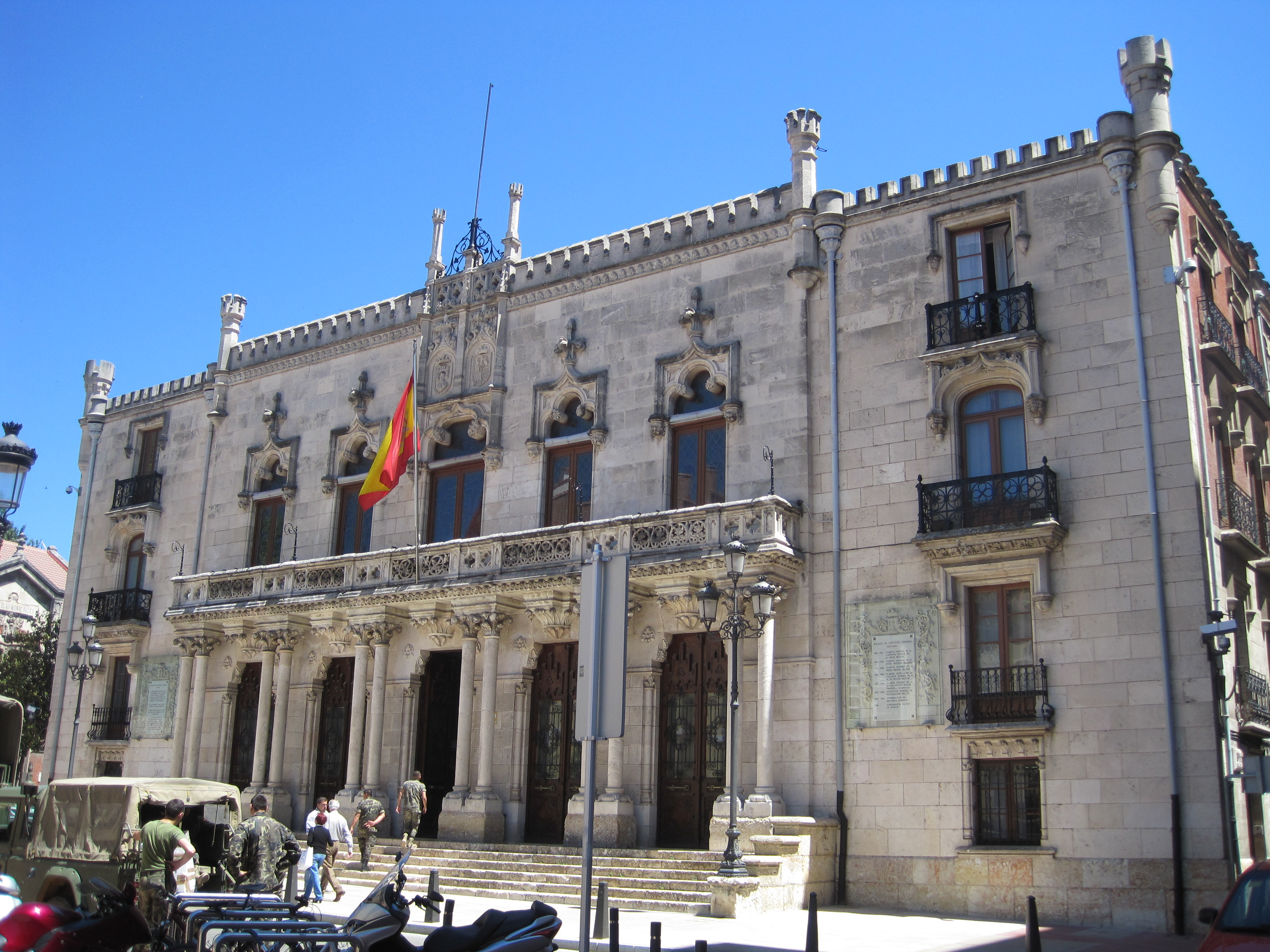
واجهة مبنى القبطانية العامة (برغش).

وفي 28 سبتمبر 1936، وهو نفس اليوم الذي تم فيه تحرير قصر طليطلة (ألكازار)، عُقد الاجتماع الثاني للجنرالات في سالامانكا لتحديد من سيتولى القيادة السياسية. كان المختار هو الجنرال فرانكو الذي أطلق عليه زملاؤه المتمردون ليس فقط «جنراليسيمو القوات البرية والبحرية والجوية الوطنية»، ولكن أيضًا «رئيس حكومة الدولة الإسبانية خلال الحرب». ورحب الجنرال بكلا التعيينات مع هذه الكلمات: «أنتم تضعون إسبانيا بين يدي.. علي أن أعتني بكل الصلاحيات». ولكن في اليوم التالي صدر مرسوم مجلس الدفاع الوطني رقم 138 بتعيينه مع تغيير مهم في النص: تم حذف فقرة «خلال الحرب»، وأضيف إلى تعيين الجنرال فرانكو «رئيسًا لحكومة الدولة الإسبانية الذي سيتولى جميع سلطات الدولة الجديدة». فتجنب مصطلح «الدولة الإسبانية» مسألة النظام المستقبلي الذي سيكون بعد احتلال مدريد وانتهاء الحرب (وقد اعتقدوا أنها ستنتهي في الأسابيع أو الأشهر المقبلة)، ولكن على أي حال فقد اختفى الجهاز الجمهوري بأكمله بضربة واحدة، وانتقلت السلطة بشكل ديكتاتوري إلى الجنرال فرانكو. وكان المرسوم الصادر في 29 سبتمبر 1936 أساس شرعية سلطة الجنرال للسنوات الـ 39 المقبلة.

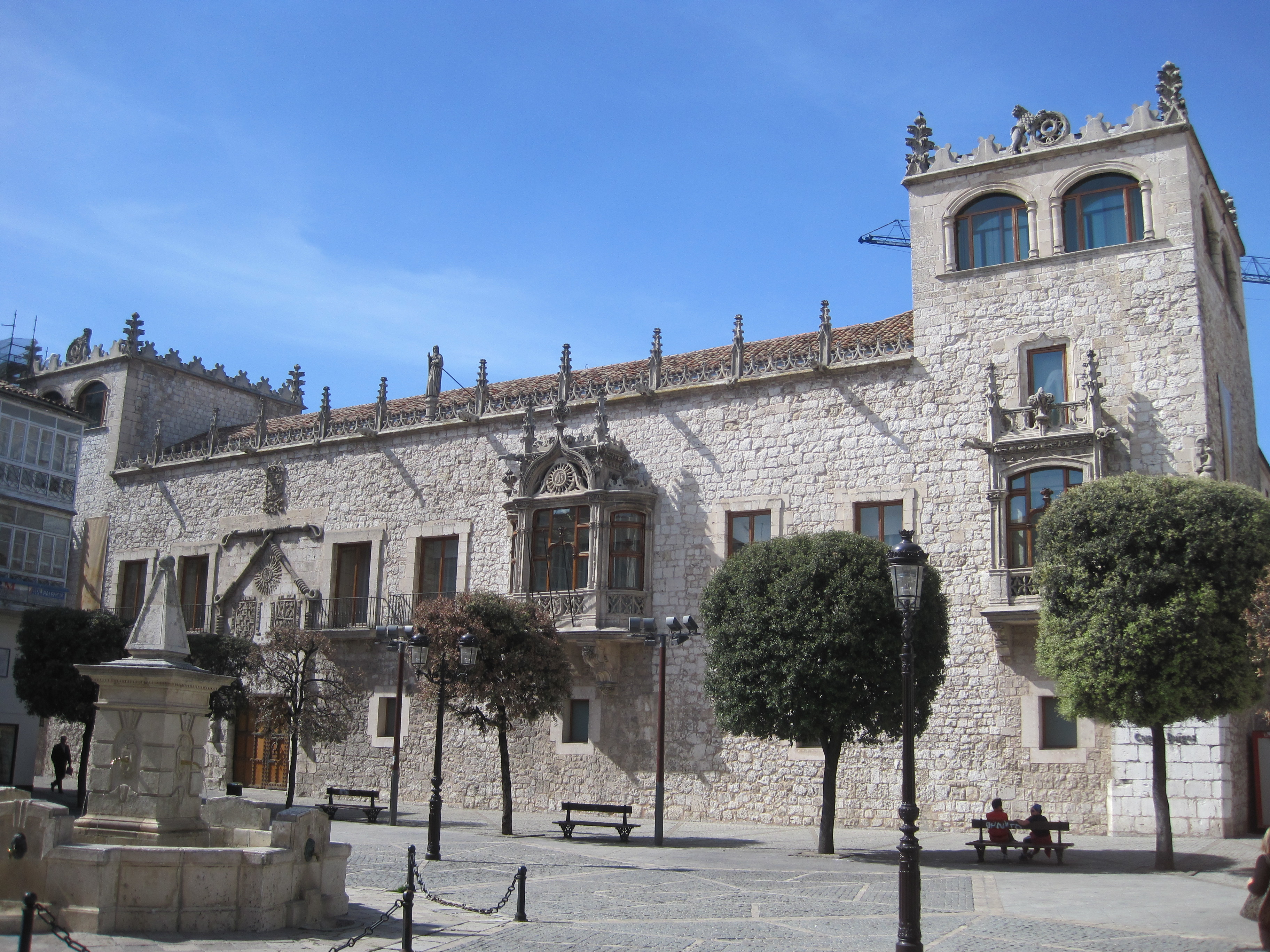
كاسا ديل كوردون في برغش حيث مقر المجلس الفني للدولة.

في 1 أكتوبر 1936 في غرفة تتويج القبطانية العامة في برغش، تولى فرانسيسكو فرانكو منصبه الجديد بصفته جنراليسيمو جيش المتمردين ورئيس حكومة الدولة. وبهذه الطريقة أكد بأنه هو المسؤول الإداري، وتشكلت دولة كان عمادها الجيش وعلى رأسها الكوديلو فرانكو.
كان القانون الأول الذي أصدره الجنراليسيمو فرانكو هو إنشاء المجلس الفني للدولة (ليحل محل مجلس الدفاع الوطني) برئاسة الجنرال دافيلا (الذي حل محله في صيف 1937 الجنرال الملكي فرانسيسكو غوميز جوردانا، وهو أكثر كفاءة من سابقه). ولديها الأمانة العامة لرئيس الدولة، وهو المنصب الذي شغله نيكولاس فرانكو الأخ الأكبر للجنراليسيمو. كانت هيئة إدارية مكونة من سبع لجان تؤدي وظائف الوزارات التقليدية. واصل المجلس الفني للدولة أعمال إعادة الهيكلة الاجتماعية التي بدأها مجلس الدفاع الوطني، والتي تتناول جميع أنواع القضايا، من الإصلاح الزراعي المضاد مع عودة المزارع إلى أصحابها السابقين، حتى تطهير المسؤولين غير المتأثرين به... كانت النية الواضحة هي إلغاء جميع تشريعات الجمهورية، وإعادة الأمور إلى ما كانت عليه في السابق.
كان المقر الرئيسي للمجلس الفني للدولة في برغش، والتي أصبحت بالتالي العاصمة الإدارية للنظام الجديد (على الرغم من وجود إدارات كانت موجودة في مدن قشتالية أخرى)، لكن العاصمة السياسية لإسبانيا القومية كانت سالامانكا، حيث توجد القوة العسكرية، والمقر العام للجنراليسيمو فرانكو. أضحت سالامانكا منذ ذلك الحين مركز قوة إسبانيا المتمردة لأنه بالإضافة إلى ذلك كانت هناك ممثليات دبلوماسية لألمانيا وإيطاليا وبعض إدارات المجلس الفني للدولة.

### مرسوم التوحيد الصادر في أبريل 1937

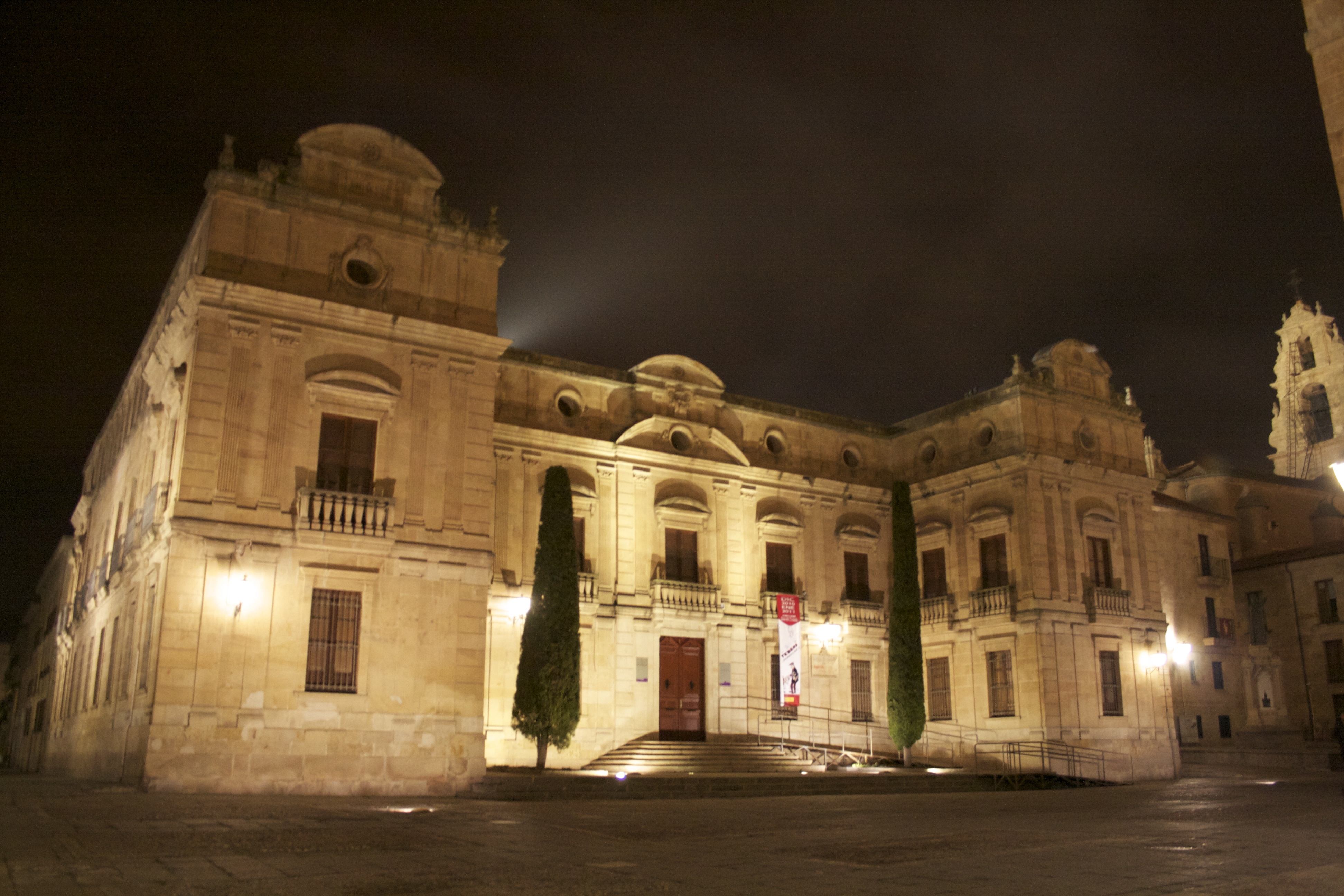
قصر أسقف سالامانكا، المقر العام للجنراليسيمو فرانكو منذ إعلانه رئيسًا للدولة في 1 أكتوبر 1936 حتى نهاية الحرب الأهلية.

حدثت الخطوة التالية في ترسيخ سلطة الكوديلو الجديد عندما بدأت الحاجة إلى إنشاء حزب واحد بعد فشل الاستيلاء على مدريد (بين نوفمبر 1936 ومارس 1937)، على غرار نموذج ديكتاتورية بريمو دي ريفيرا، وذلك باندماج الكارليين والفلانخيين. لكن كليهما كان له مشاريعه الخاصة وتطلعاته للدولة الجديدة التي كانت تُبنى في منطقة المتمردين.
في ضوء غياب خوسيه أنطونيو بريمو دي ريفيرا، الذي سُجن أولاً في السجن النموذجي في مدريد يوم 14 مارس 1936، ثم نُقل بعدها إلى سجن أليكانتي في 5 يونيو 1936، تم إنشاء مجلس قيادة مؤقت في بلد الوليد برئاسة مانويل هيديلا، وهو سياسي ذو مكانة صغيرة - وربما تم تعيينه لهذا السبب بالذات. لم يتمتع بهيبة بريمو دي ريفيرا، وهو مما أدى بسرعة إلى تدهور علاقاته مع دائرة السلطة التي أحاطت بفرانكو. «خبر وفاة خوسيه أنطونيو كانت معروفة من خلال صحافة الجمهورية والأجنبية، ولكن لم يكن يعرفها أحد في إسبانيا المتمردة. استخدم فرانكو عبادة الغائب لترك قيادة الحزب فارغة وإدارة الكتائب كآلية للتعبئة السياسية للسكان المدنيين»

علم الكارلية بصليب بورجونيا.

أما بالنسبة للطائفة الكارلية التقليدية، فقد حاول زعيمها مانويل فال كوند الحفاظ على استقلالية منظمته وريجيتا، ولكن الخطوة الأولى المهمة التي اتخذها في ديسمبر 1936 - وهي محاولة إنشاء أكاديمية عسكرية ملكية للريجيتا، متمايزة عن الأكاديميات العسكرية بالتالي خارج هيكل الجيش - كان لها رد قاسٍ من الجنراليسيمو فرانكو: إما أن يقدم لمحكمة عسكرية بتهمة الخيانة أو يغادر إسبانيا. فاتخذ الخيار الثاني، وغادر إلى البرتغال، ومن هناك لم يعد حتى صيف العام التالي، بمجرد اكتمال وحدة الكتائب. وبعدها مباشرة، في 20 ديسمبر 1936 أصدر فرانكو مرسوماً بعسكرة المليشيات الكارلية والفلانخية.
وهكذا من مقر فرانكو العام في سالامانكا عزز سيرانو سونير - صهره ونائب في سيدا سابقًا وهرب من المنطقة الجمهورية إلى سالامانكا - التقارب بين الجماعة التقليدية والفلانخي بهدف الاندماج، لكن الاختلافات الأيديولوجية والسياسية التي فصلتهم كانت شبه مستحيلة - لأنهم هم الذين فصلوا التقليدية عن الفاشية - وكان هناك أيضًا عقبة أخرى غير قابلة للتفاوض: أن الجنرال فرانكو سيكون القائد الأوحد للحزب الوحيد. بعبارة أخرى أن على الحزبين القبول بأن التشكيل السياسي الجديد سيخضع لسلطة شخصية الجنراليسمو وهي قمة السلطة العسكرية والسياسية. لدعم هذه الفكرة تم نشر شعار «وطن، دولة، كاوديلو» من المقر العام في سالامانكا، وهو نسخة من الشعار النازي «ein Volk, ein Reich, ein Führer» («شعب واحد، رايخ واحد، فوهرر واحد»).
جرت أولى الاتصالات بين الكارليين والفلانخيين لتنفيذ الاندماج في فبراير 1937. لكنها لم تؤتي ثمارها، وفوق هذا خلقت توترات داخل كلا الطرفين، مما أدى إلى قضية الفلانخية في أحداث سالامانكا في أبريل 1937، وقتل فيها العديد من الفلانخيين في اشتباكات بين مؤيدي الاندماج والخضوع للقوة العسكرية - بقيادة أغستين أثنار وسانشو دافيلا - ومعارضيه - بقيادة هيديلا.
أخيرًا قرر المكتب العام لفرانكو التصرف. ففي يوم الأحد 18 أبريل عقد الفلانخيون المعارضون للاندماج مجلسًا وطنيًا انتخبوا فيه مانويل هيديلا زعيمًا لهم «حتى عودة خوسي أنطونيو بريمو دي ريفيرا أو رايموندو فرنانديز-كيويستا إلى منصبه»، وهو نفس اليوم الذي أعلن فرانكو في خطاب مهم عن إصداره مرسوم توحيد الكتائب الإسبانية والمجتمع التقليدي، التي أضحت تحت قيادته المباشرة كونه رئيسًا وطنيًا. لم يكتف فرانكو بإبلاغ هيديلا، بل قام باعتقاله بعد أسبوع بعدما رفض الانضمام إلى المجلس السياسي للحزب الجديد كعضو بسيط، واعتقل معه منشقين آخرين من الفلانخي، كما طلب من رؤساء مقاطعاته الامتثال لأوامره الخاصة فقط. بينما أبعد فال كوندي وغيره من الكارليين عن مركز السلطة. فقبل غالبية القادة العسكريين الكبار، مثل مولا وكيبو ديانو هذا الأمر بتردد إلى حد ما، بينما قبلها غالبية المسلحين من المنظمات السياسية مثل القائد الكارلي كونت روديزنو. واستمروا في خدمة القائد الجديد.

علم الحزب الفلانخي الجديد.

تم إصدار المرسوم بخطاب ألقاه «جنراليسيمو» فرانكو من شرفة المقر العام. أصبح إصدار المرسوم الذي تم بموجبه إنشاء حزب الكتائب الإسبانية التقليدية والجمعيات الدفاعية النقابية الوطنية الأوحد ساري المفعول في 20 أبريل. ويتألف المرسوم من ديباجة طويلة وثلاث مواد تم فيها إنشاء حزب واحد على النمط الفاشي، وأطلق على الحزب الجديد اسم الحركة، وترأس فرانكو الحزب، وأصبح مفهوما بأنه دعم للدولة ووسيط بينها وبين المجتمع. وتم تشكيلها بأنها الدولة الشمولية الجديدة.
فلا يمكن أن يكون هناك شك بمكانة السلطة التي أطلق عليها اسم الدولة الجديدة، إلا أن الزعيم الوطني للفلانخي مانويل هيديلا - مع رفاق آخرين في ترددهم بالانضمام إلى المجلس السياسي للحزب الجديد - قد حوكم وحُكم عليه بالإعدام بسبب عدم الانضباط والتخريب في مواجهة قيادة وسلطة إسبانيا الوطنية التي لا جدال فيها. ووحدة القيادة العسكرية ستكون في المستقبل وحدة قيادة سياسية. لكن الجنراليسيمو فرانكو اتبع نصيحة بيلار بريمو دي ريفيرا (شقيقة خوسي بريمو دي ريفيرا الزعيم المؤسس للفلانخي) وسيرانو سونير والسفير الألماني فون فوبيل بالعفو عن هيديلا، على الرغم من قضائه اربع سنوات في السجن وعند خروجه انفصل عن الحياة السياسية.
في النظام الأساسي للحزب الأوحد الذي نُشر في 4 أغسطس، تم التأكيد على أن الكوديلو سيكون مسؤولاً أمام الله والتاريخ فقط، وقبل أي شخص آخر. وقبلها بشهرين، أي في 3 يونيو وفي أقصى حملة الشمال توفي الجنرال مولا «مدير» المؤامرة العسكرية التي نفذت انقلاب يوليو 1936 الذي أشعل الحرب الأهلية، بعد سقوط طائرته التي كان يستخدمها على تل في بلدة القصير، بالقرب من برغش. اعتاد مولا استخدام الطائرة بشكل متكرر في رحلاته ولا يوجد دليل على التخريب، على الرغم من أن الموت ساعد تمامًا فرانكو في استلام الحكم بعد موته. كتب السفير الألماني فون فوبل بعد ذلك بوقت قصير:«فرانكو مرتاح بلا شك بوفاة الجنرال مولا».

#### نتائج المرسوم
عين فرانكو الأعضاء الخمسين في المجلس الوطني للحزب الجديد في أكتوبر 1937، نصفهم من الفلانخي وربعهم من الكارليين، وخمسة من الملكيين وثمانية ضباط، ومنهم الجنرال كيبو ديانو. لم يكن المجلس الوطني للحزب أكثر من كونه مجرد هيئة استشارية. ويمكن قول الشيء نفسه على الحزب الجديد، الذي تقلص نشاطه إلى ممارسة وحيدة في تنفيذ الدعاية. ويبدو هيكلية ما سمي بالحركة هي دولة موازية، لكنها في الواقع لم تكن أكثر من هيكل بيروقراطي بسيط، غالبًا مثل مكتب توظيف أو خدمات شخصية. ومع ذلك شغل قادة الفلانخي العديد من المناصب الأكثر أهمية في الإدارة والحزب. بالإضافة إلى حقيقة أن نصف أعضاء المجلس الوطني للحزب الجديد كانوا من الفلانخي الإسبانية، وأن السكرتير الجديد المعين في الحزب الأوحد في بداية ديسمبر 1937 من قبل الكوديلو هو رايموندو فرنانديز-كيويستا، وهو أهم شخصية متبقية للفلانخي، وقد وصل بالتو إلى منطقة المتمردين بعد استبدالها بالجمهوري جوستينو دي أزكارات. وكذلك احتل الفلانخي مناصب المفوضين والمندوبين الرئيسية للحزب الجديد: فالقسم النسائي بيد بيلار بريمو دي ريفيرا والمساعدات الاجتماعية لمرسيدس سانز باتشيلر.
قسم من بيلار بريمو دي ريفيرا والمساعدة الاجتماعية من مرسيدس سانز باتشيلر.

### ولادة الدولة الجديدة
وبينما كانت معركة تيرويل تدور رحاها في يناير 1938، ظهرت الخطوة الأولى المهمة لتشكيل الدولة الجديدة، التي بدأت تتبلور في «المنطقة الوطنية» بعد إعلان الجنرال فرانكو رئيسًا لحكومة الدولة في 1 أكتوبر 1936؛ مع إصدار الجنراليسمو لقانون إدارة الدولة المركزية الذي أنشأ هيكلًا إداريًا اعتمد الشكل الوزاري، خطوة أخرى نحو التطبيع السياسي للوضع مع عدم وجود مصدر آخر للسلطة سوى شخص فرانكو والدعم الجيش الجماعي. فمنح الجنرال فرانكو صلاحيات مطلقة، بحيث أعطوه «السلطة العليا لإصدار القواعد القانونية ذات المصلحة العامة» ووضعوا الوزراء تحت سلطته الحصرية. هذا القانون إلى جانب قانون آخر أصدره فرانكو بعد فترة وجيزة من نهاية الحرب شكلا الأساس القانوني لدكتاتوريته الطويلة.
في 30 يناير شكل الجنرال حكومته الأولى التي يتولى هو نفسه رئاستها، ويصبح فرانسيسكو جوميز جوردانا (كان وقتها رئيسًا للمجلس الفني للدولة) نائبًا للرئيس ووزيرًا للخارجية. وفيدل دافيلا الذي هو قائد جيش الشمال الفرانكوي، وزيراً للدفاع. وشغل حقيبة النظام العام سيفيريانو مارتينيز أنيدو العسكري المخضرم الذي قمع النقابية اللاسلطوية في برشلونة في عقد 1920. ولكن الشخص الأبرز في الحكومة كان رامون سيرانو سونير وزير الداخلية وصهر فرانكو.

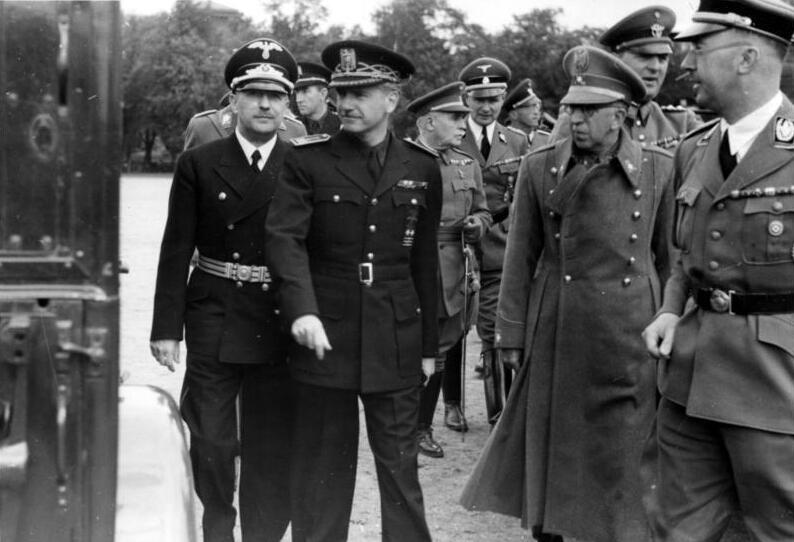
زيارة رامون سيرانو سونير إلى برلين برفقته الجنرال ساجارديا، اللذان استقبلهما هيملر (سبتمبر 1940).

قدمت حكومة الجنرال فرانكو الأولى "توزيعًا يوازن بين تلك التنظيمات التي ستكون المورد الدائم للقيادات السياسية والإدارية: العسكريون (4 أشخاص)، والفلانخيون (شخصين)، والكاثوليك (شخصا واحدًا)، والملكيون في إخلاصهم الفونسيني المزدوج (شخصين) وتقليديون (شخصا واحدًا)، المستقلون ذوي الاختصاص (شخصا واحدًا). سيطر كل من هذه القطاعات على المناطق الأقرب إليها: وزارة الجيش ووزارات النظام العام للجيش، والحركات النقابية والوزارات الاجتماعية للفلانخي؛ والاقتصادية للفنيين والمحامين والحقوقيين والمهندسين؛ والتعليم والعدالة للكاثوليك والتقليديين والأعضاء السابقين في العمل الشعبي. ومن ناحية أخرى في حكومة الجنرال فرانكو الأولى، فإن عدد الفلانخيين والكارليين المنخفض جدًا كان أمرًا مستغربًا. لكن في المستوى الثاني من تلك الوزارات كان هناك أعداد كثيرة من الأشخاص التابعين لتلك الأحزاب، وخاصة من الفلانخي. وهذا المزيج الأيديولوجي هو الذي ستحافظ عليه الفرانكوية في المستقبل. لم يكن للحزب الذي أنشأه مرسوم التوحيد علاقة تذكر بالسلطة التنفيذية للدولة. (...) الصدفة الحقيقية الوحيدة لهؤلاء الرجال كانت في محافظتهم التقليدية لجناحهم اليميني الرجعي.

درع "الدولة الجديدة"

وتلك الحكومة هي التي ستبدأ عملية مؤسساتية للدولة الجديدة:
- في 5 أبريل أُلغي قانون الحكم الذاتي لكاتالونيا لسنة 1932، وفي الأشهر التالية حظرت سلسلة من الأوامر والمراسيم استخدام اللغة الكاتالونية في الوثائق العامة وفي المحادثات الخاصة.[56]
- في 9 أبريل أخضع قانون الصحافة الصحف لرقابة مسبقة ونسب تعيين مديري الصحف إلى الحكومة.[56]
- في 5 يوليو إعادة عقوبة الإعدام التي ألغتها الجمهورية.[58]
- في 20 سبتمبر كفل قانون التعليم الثانوي للكنيسة الكاثوليكية الاستقلال الذاتي المطلق في التعليم الثانوي.[56] بالإضافة إلى ذلك احتوى هذا القانون ما أسماه وزير التربية الوطنية «البكالوريا الكلاسيكية» التي كان ساينز رودريغيز يخشى أن الوزراء الآخرين الذين اضطروا إلى الموافقة على القانون «سيجدون في تنفيذه دراسة الكثير من الهراء اللاتيني واليوناني».[59]

وفقًا لجوليان كازانوفا: كانت الفاشية والكاثوليكية هما الأيديولوجيتان اللتان بُنيت عليهما «الدولة الجديدة». كانت عملية الفاشية واضحة من خلال تمجيد الزعيم بالكوديلو مثل الفوهرر أو الدوتشي؛ تحية الذراع المرفوعة التي تم اعتبارها تحية وطنية؛ الزي الرسمي وترميز الكتائب، إلخ. وفي الوقت نفسه انتشرت الطقوس والمظاهر الدينية الكاثوليكية، مثل المواكب أو الجماهير الانتخابية أو الاحتفالات السياسية والدينية التي أعادت أشكال العصور الوسطى.

## التدخل الأجنبي لصالح المتمردين
كانت القوتان اللتان كان لهما الدعم المميز لقضية فرانكو هما ألمانيا النازية وإيطاليا الفاشية. كانت المشاركة العسكرية لهاتين الدولتين حاسمة في تحقيق النصر للجانب المتمرد، خاصة بالسيطرة الجوية. تحققت المساعدة بالجنود إلى جانب المتمردين في فيلق كندور الألماني (حوالي 6000 رجل) وفيلق الجنود المتطوعين الإيطالية (بحد أقصى 40,000)، بالإضافة إلى فرقة من المقاتلين البرتغاليين تسمى فرياتوس. وكي لا يكون هناك شك في التزامهم بقضية المتمردين، ففي 18 نوفمبر 1936 (في خضم معركة مدريد)، اعترفت إيطاليا وألمانيا رسميًا بالجنرال فرانكو ومجلسه الفني الحكومي كحكومة شرعية لإسبانيا، وعينوا روبرتو كانتالوبو وويلهلم فون فوبل سفراء لهم، فهم الذين قدموا أوراق اعتمادهم إلى الكوديلو في سالامانكا. لذا فإن هذين البلدين إلى جانب البرتغال هم الأوروبيون الوحيدون الذين اعترفوا رسميًا بفرانكو في نهاية 1936، عدا بعض دول أمريكا الجنوبية الصغيرة.
كان المقاتلون الألمان والإيطاليون والبرتغاليون جنودًا نظاميين يتقاضون رواتبهم في بلدهم الأصلي، على الرغم من أن دعاية المتمردين كانت تقدمهم دائمًا على أنهم متطوعون. أما المتطوعون الحقيقيون الذين قاتلوا إلى جانب المتمردين فكانوا حوالي 1000 أو 1500 مقاتل، مثل اللواء الأيرلندي للجنرال أوين أودوفي، المؤلف من حوالي 500 جندي جاءوا للقتال في إسبانيا لخوض معركة المسيحية ضد الشيوعية (على الرغم من أنهم شاركوا فقط في معركة خاراما) وبسبب عدم انضباطهم نقلوا إلى عمليات هامشية، وفي أبريل 1937 عادوا إلى أيرلندا. وحوالي 300 فرنسي من اليمين المتطرف كروا دي فو الذين شكلوا كتيبة جان دارك.
من بين الأجانب الذين شاركوا في الحرب، كان آلاف المغاربة من محمية المغرب الذين التحقوا بشكل مكثف بالقوات النظامية للجيش الإفريقي مقابل أجر.
أما بالنسبة للأسلحة وفقًا لخوليو أروستيغي فقد استلم المتمردون 1359 طائرة و260 دبابة قتال و1730 مدفعًا وبندقية وذخيرة لكل هذا من إيطاليا وألمانيا. من ناحية أخرى، باعت شركات أمريكية البنزين إلى فرانكو.

### المساعدات الدولية الفورية

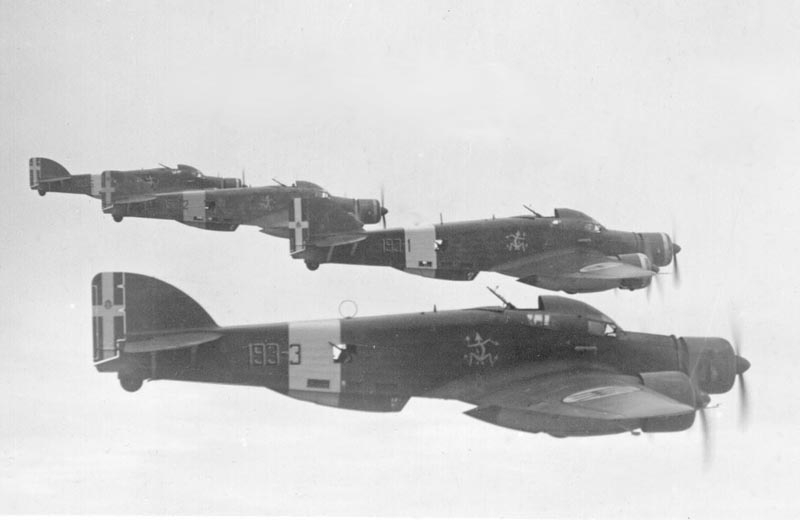
طائرات سافويا - ماركيتي الإيطالية SM.79

بعد فشل انقلاب يوليو 1936 (من حيث محاولة الاستيلاء الفوري على السلطة)، سعى المتمردين الحصول على مساعدة دولية عاجلة. فنال المتمرّدين على مساعدات سريعة من إيطاليا الفاشية وألمانيا النازية. ففي 20 يوليو 1936 عندما كان الجنرال فرانكو محاصرًا في إفريقيا ولم يتمكن من عبور المضيق بقواته، قام بإرسال لويس بولين وماركيز دي لوكا دي تينا إلى روما للقاء موسوليني لتزويده بمساعدات جوية، (نفس الشيء فعله الجنرال مولا فأرسل أنطونيو غويكوتشيا ولويس زونزونيغي وبيدرو ساينز رودريغيز) وبعد عشرة أيام، أي في 30 يوليو هبطت تسع طائرات في الناظور في محمية المغرب الإسبانية. ومن أصل 12 طائرة سافويا مارشيتي منحت لفرانكو سقطت اثنتان منهم في الجزائر، مما قدم دليلاً للحكومة الفرنسية على أن القوى الفاشية تساعد الجيش المتمرّد). اتخذ موسوليني قرارًا بمساعدة الجنرال فرانكو «عندما علم أن هتلر على وشك دعم فرانكو، وتأكد من أن فرنسا وبريطانيا لن تتدخلا».
وفي 23 يوليو وصل مبعوثون للجنرال فرانكو إلى برلين (بقيادة يوهانس برنهارد وهو تاجر عاش في تطوان ورئيس الحزب النازي في المستعمرات الألمانية) فالتقوا بأدولف هتلر في بايرويت، الذي قدم دعمًا فوريًا من الطائرات التي طلبها فرانكو في (عملية النار السحرية) والعملية تمت عن طريق شركة النقل الإسبانية المغربية (HISMA)، والتي كانت بمثابة واجهة. وفي 26 يوليو وصلت أول عشرين طائرة نقل ألمانية من طراز يونكرز يو 52 إلى المغرب ويمكن تحويلها إلى قاذفات برفقة مقاتلين. بهذه الوسائل الجوية تمكن الجنرال فرانكو من تنظيم جسر جوي مع شبه الجزيرة لنقل الفيلق والنظاميين وأيضًا تحقيق التفوق الجوي في مضيق جبل طارق. فنقل إسطول من 20 طائرة يونكرز يو 52 و6 مقاتلات (هاينكل هي 51) مابين نهاية يوليو ومنتصف أكتوبر 1936 أكثر من 13,000 جندي من الجيش الأفريقي بالإضافة إلى 270 طنًا من العتاد. وهكذا بفضل المساعدة السريعة من ألمانيا النازية وإيطاليا الفاشية تمكن الجيش الأفريقي من التغلب على الحصار الذي كان فيه، وبدأ المتمردون بالقتال متوجهين نحو مدريد للاستيلاء عليها، بعد توقف طوابير الجنرال مولا في جبال غواداراما).

### ألمانيا النازية

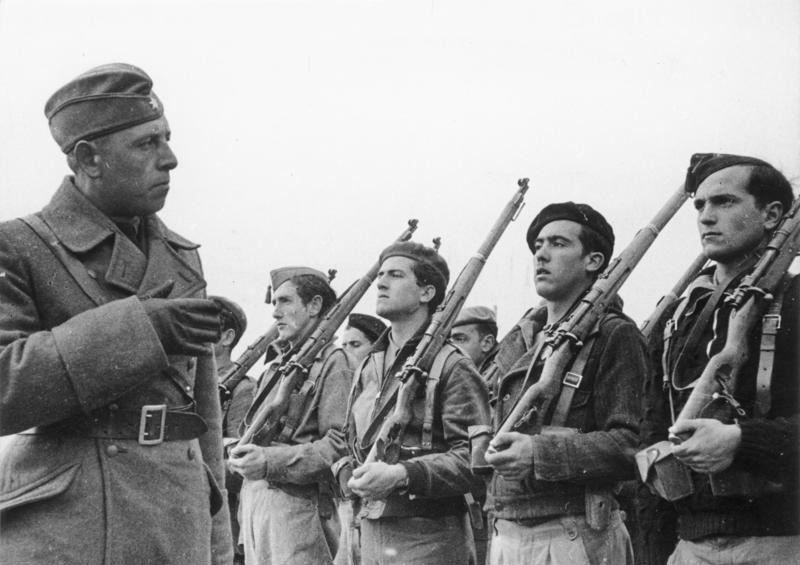
ضابط ألماني من فيلق الكندور يستعرض طلاب أكاديمية المشاة من لجبهة المتمردين في آبلة.

كان السبب الرئيسي لمساعدة ألمانيا النازية لفرانكو كما أظهره المؤرخ الإسباني أنجيل فيناس، هو أن هتلر اعتبر انتصار المتمردين يخدم سياسة ألمانيا الخارجية، في الحرب الأوروبية الحتمية التي اندلعت في السنوات التالية، والتي كانت فيها فرنسا أحد الأعداء الذين هزمتهم ألمانيا، ومن الأفضل أن يكون لديك في إسبانيا حكومة موالية بقيادة جيش مناهض للشيوعية بدلاً من حكومة جمهورية تعزز علاقاتها مع فرنسا (وحليفتها المملكة المتحدة) ومع الاتحاد السوفيتي (العدو الاستراتيجي والأيديولوجي لألمانيا النازية لتنفيذ مشروعها التوسعي في أوروبا الشرقية). قال هتلر للمسؤول الأول من الرايخ إلى فرانكو ، فيلهلم فون فوبيل في نوفمبر 1936:
هناك عاملان آخران يحسبان في قرار هتلر، أحدهما أيديولوجي والآخر عسكري. فقد أعلن هيرمان جورينج الرجل الثاني في الرايخ الثالث ورئيس لوفتفافه أمام محكمة نورمبرغ سنة 1945 أنه دعم التدخل في إسبانيا لصالح فرانكو:

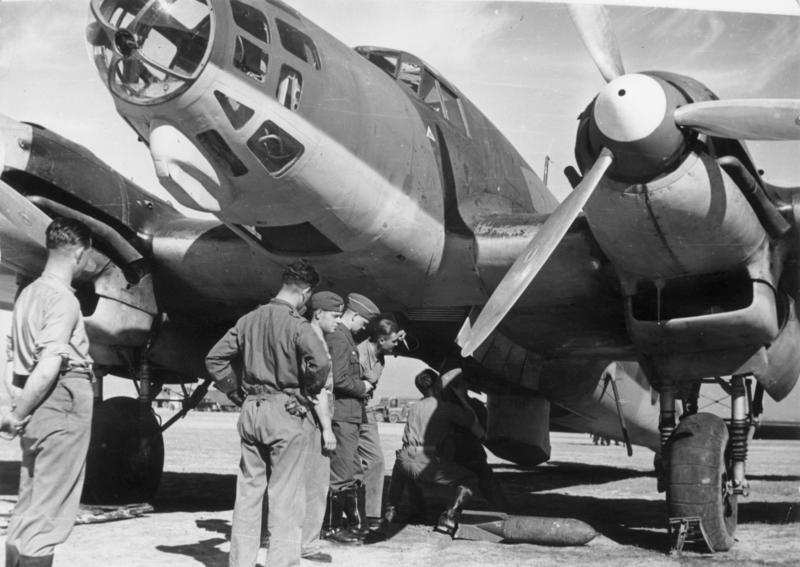
الفنيون والعسكريون الألمان بجانب قاذفة متوسطة من طراز هنيكل إتش إي 111E التابعة لفيلق الكندور في سنة 1938. التفوق الجوي الممنوح للمتمردين من خلال وصول Luftwaffe لا يمكن أن تصمد أمامه الجمهورية إلا بعد وصول الطيران السوفيتي.

فيما يتعلق بالدافع الأول الذي زعمه غورينغ، أطلق النازيون منذ اللحظة الأولى حملة دعائية سيطر عليها جوزيف جوبلز، بأن الحرب في إسبانيا كانت مواجهة بين «الفاشيين» و«الماركسيين»، وألقوا باللوم على الاتحاد السوفيتي والشيوعية الدولية لأنها تسببت في الحرب. أما الدافع الثاني فقد نشر النازيون فيلق الكندور في منطقة المتمردين، ويتقاضى منتسبيها رواتب جيدة.
في نوفمبر 1936 أمر هتلر بعد اعترافه رسميًا بالجنرال فرانكو بإرسال وحدة جوية كاملة تشكل وحدة مستقلة داخل جيش المتمردين، وكان لها قادتها وضباطها بإدارة الجنرال هوغو شبيرل (استبدل لاحقًا بالجنرال لوفتفافه فولفرام ريختهوفن). وتكونت في البداية من أسراب من مقاتلة من طراز هاينكل هي 51 وأربعة من قاذفات القنابل يونكرز يو 52. بالإضافة إلى ذلك كان لدى فيلق الكندور كتيبة من 48 دبابة و60 مدفع مضاد للطائرات. تألفت هذه القوة من حوالي 5500 رجل (تم إعفاء الكثير منهم بمجرد اكتسابهم تجربة الحرب التي كانوا يبحثون عنها، وقد انضم إلى الفيلق 19000 جندي دخلوا إسبانيا). وهكذا كانت الحرب الأهلية الإسبانية ساحة اختبار للوفتفافه، حيث اختبرت فيها الأسلحة والتكتيكات التي استخدمت لاحقًا في الحرب العالمية الثانية. فتم اختبار المقاتلات مسرشميت بي اف 109 ويونكرز يو 87 A/B وقاذفات القنابل يونكرز يو 52 وهنيكل إتش إي 111. كما أطلق تكتيكاته في القصف على مدن في إسبانيا. على الرغم من أنه لم يكن الوحيد في ذلك، إلا أن اشتهر بقصف غرنيكا الذي مثلها بيكاسو في لوحته غرنيكا التي عُرضت في الجناح الإسباني في المعرض العالمي لسنة 1937 في باريس.
بقيت فرقة كوندور في إسبانيا طوال فترة الحرب وشاركت من نوفمبر 1936 في جميع المعارك المهمة (وصل عدد طائراتها حوالي 620 طائرة) ولقي 371 من منتسبيها مصرعهم في المعارك. وبعد الحرب شارك في موكب النصر الذي أقيم في مدريد في 19 مايو 1939 برئاسة الجنرالسمو فرانكو، قدم فيلق الكندور آخر عرض رسمي له في إسبانيا في 22 مايو 1939. ثم نقلوا إلى ألمانيا بواسطة السفن عبر المحيط واستقبلهم هيرمان جورينج في ميناء هامبورغ.
في القافلة الأخيرة غادر 5136 ضابطا وجنديا ألمانيا، حملوا معهم حوالي 700 طن من المعدات ومعظم الطائرات المتبقية. ذكروا أن منذ وصولهم إلى إسبانيا فقد دمروا 386 طائرة معادية (313 منهم في القتال الجوي)، وخسروا 232 طائرة (منها 72 فقط دمرت بفعل العدو). علاوة على ذلك أسقطت طائرات فيلق الكندور حوالي 21,000 طن من القنابل، مما ساهم بقدر كبير في تحقيق النصر النهائي للقوميين.

### إيطاليا الفاشية

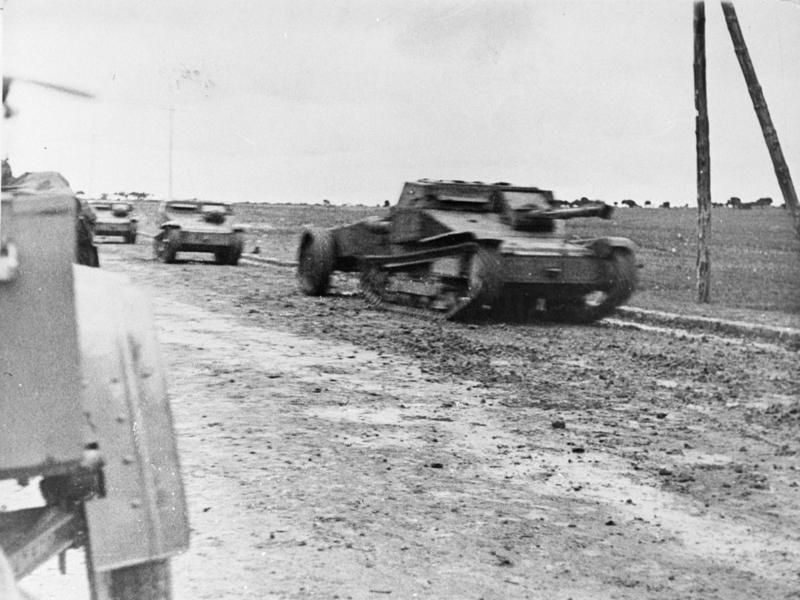
تقدم الدبابات الإيطالية لCTV خلال معركة غوادالاخارا.

كان السبب الرئيسي لمساعدة ألمانيا النازية للمتمردين هو مرتبط ارتباطًا مباشرا بالسياسة الخارجية. فقد أراد موسوليني بناء إمبراطورية في البحر الأبيض المتوسط وكان يعتقد أن كسب حليف في غرب البحر الأبيض المتوسط سيضعف الموقع العسكري لفرنسا وبريطانيا. كما أنه مثل النازيين استخدم معاداة الشيوعية في دعايته لتبرير التدخل في الحرب الأهلية الإسبانية.
كانت إيطاليا قد أرسلت أكبر مجموعة من المقاتلين الأجانب الذين قاتلوا إلى جانب المتمردين. ظهر فعليا منذ نهاية يوليو 1936 ضباط إيطاليون يقودون طائرات Savoia S-81 ومقاتلات Fiat CR32 داخل الفيلق الأجنبي. واعتبارًا من ديسمبر 1936 نشرت وحدة عسكرية كاملة سميت فيلق الجنود المتطوعين (CTV) في إسبانيا تحت قيادة الجنرال ماريو رواتا حتى كارثة معركة غوادالاخارا في مارس 1937 ومن بعده الجنرالات إتوري باستيكو وماريو بيرتى وجاستون جامبارا. واحتوت CTV على 40,000 مقاتل (تم تسريح 72,775 جنديًا خدموا في إسبانيا وفقًا لأحدث التحقيقات: 43,129 من الجيش الإيطالي و29,646 من الميليشيا الفاشية). بالإضافة إلى 5,699 ممن خدم في الفيلق الجوي، مما يعني أن العدد الإجمالي للمقاتلين أعلى بكثير من المشاركة الألمانية ومشاركة الألوية الدولية. ونفذ طيران الفيلق 782 غارة جوية على ساحل البحر المتوسط الأسباني الذي يسيطر عليه الجمهوريون، وألقى 16558 قنبلة.
ومن ناحية أخرى ساعد الجيش الإيطالي في منع وصول أسلحة الاتحاد السوفياتي إلى إسبانيا بإجراءات محددة. بالإضافة إلى ذلك ساهم بأربع "غواصات الفيلق" لأسطول فرانكو وباع له أربع مدمرات وغواصتان. كانت المساعدة الإيطالية على حد تعبير سيرانو سونير من أكثر المساعدات حساسية وضخامة ونزاهة".
وقد قاتل كل من فيلقي الجنود المتطوعين والجوي حتى نهاية الحرب بالرغم من أنه في نهاية 1938 بدأت فيه الألوية الدولية بمغادرة إسبانيا، فسحب موسوليني ربع جنود CTV (حوالي 10000 رجل). وقد ودعهم في قادس الجنرال كيبو ديانو والجنرال ميلان أستراي واستقبلهم في نابولي ملك إيطاليا فيكتور عمانويل الثالث.
وبلغت القيمة التقريبية للمساعدات الإيطالية نحو 64 مليون جنيه إسترليني.

### برتغال السالازارية

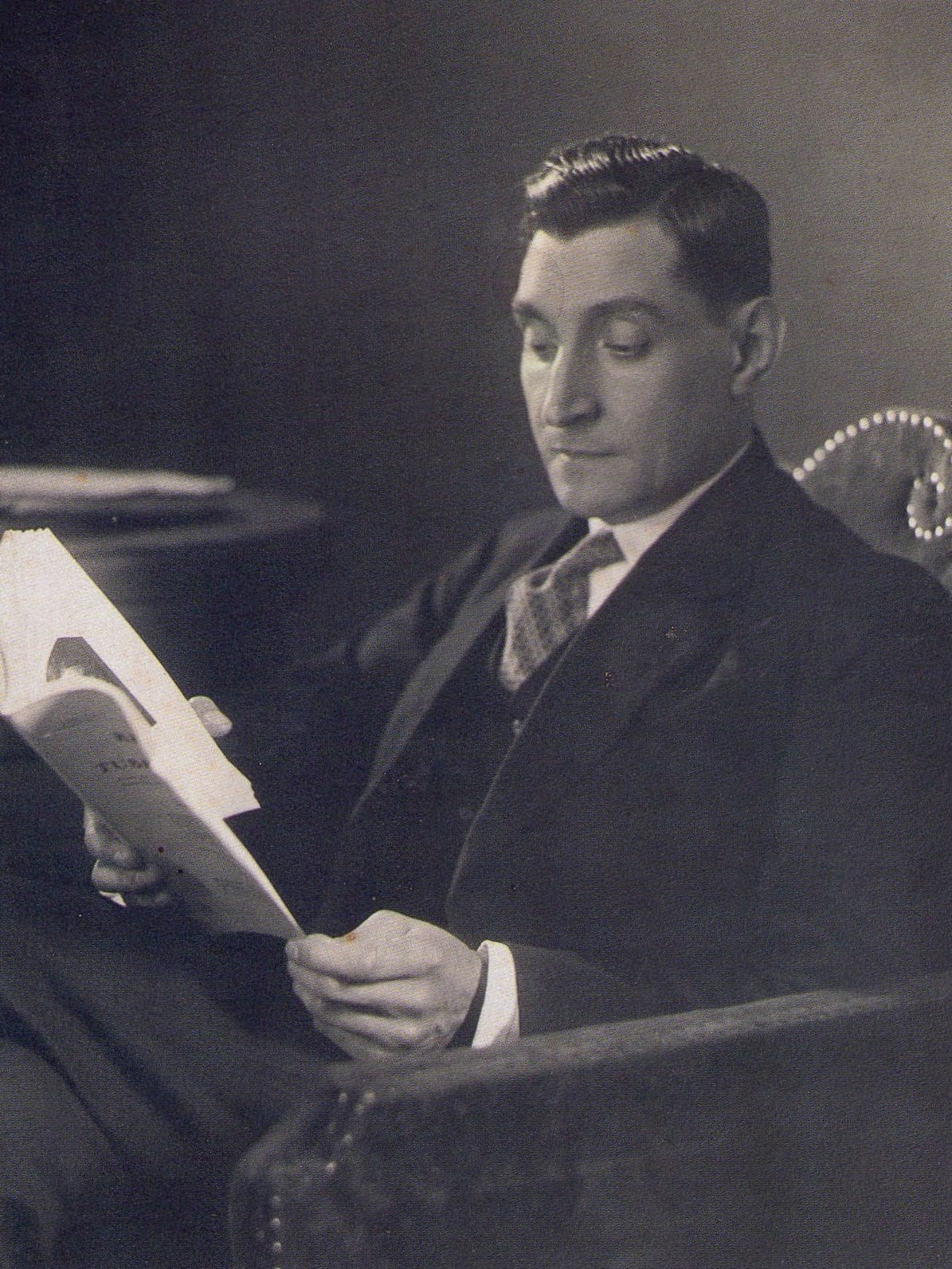
أنطونيو سالازار حوالي 1940.

على الرغم من قلة الدعاية ، إلا أن مساعدة دكتاتورية أوليفيرا سالازار البرتغالية للمتمردين كانت مهمة أيضًا. فسمحت في الأشهر الأولى من الحرب لجيش المتمردين باستخدام طرقها وسككها الحديدية وموانئها للتواصل مع المنطقة الشمالية من الأندلس، وأعاد أيضًا إلى المنطقة المتمردة الجمهوريون الهاربين منهم. ثم شكلت البرتغال لاحقا قاعدة عمليات لشراء الأسلحة، وكانت أيضًا داعما قويًا للمتمردين في مهزلة عدم التدخل، التي دافعت عنهم أمام لجنة عدم التدخل وفي عصبة الأمم. وأثناء زيارة وزير الخارجية البرتغالي أرميندو مونتيرو لنظيره البريطاني أنتوني إيدن في لندن، أوضح له أن الخطر هو الخطر الأحمر الشيوعي وليست إيطاليا أو ألمانيا،
انتصار الجيش [المتمرّد] لا يعني بالضرورة انتصارًا للسياسة الإيطالية أو الألمانية، في حين أن انتصار الحمر سيكون حتماً انتصارًا للفوضى، وبعواقب وخيمة على فرنسا، وبالتالي على أوروبا حيث كانت قوة الشيوعية هائلة بالفعل.
وبما أن التدخل المباشر في الحرب من جانب المتمردين يمكن أن يؤدي إلى مشاكل داخلية لنظام إستادو نوفو للديكتاتور أنطونيو دي أوليفيرا سالازار، الذي تعاطف مع التمرد منذ البداية فقد جند "متطوعين" في القوات المتمردة وأطلق عليها لقب فرياتوس. وكان هناك حوالي 10000 مجند تدفع رواتبهم في البرتغال.

## القوات المسلحة
وفقا للمؤرخ فرانسيسكو عليا ميراندا من جامعة كاستيا لا مانتشا فإن توزيع الجنرالات والقادة والضباط وطلبة الأكاديميات بين الجانبين بعد الانقلاب كان 8,929 في منطقة الجمهورية و9,294 في منطقة المتمردين، أما بالنسبة لتوزيع الجنود، فإن 116,501 قد بقوا في المنطقة الجمهورية و140,604 في منطقة المتمردين، ومنهم 47127 من الجيش الأفريقي، وهي الوحدة العسكرية الإسبانية الأكثر استعدادًا وتتمتع بخبرة قتالية أكبر، مما جعل توازن القوى أفضل للمتمردين. وهناك عنصر آخر لمصلحة المتمردين هو أنه عندما ظل الجنرالات والقيادة العليا موالين للجمهورية، انضم الكثير من القادة والضباط المتوسطون إلى التمرد.
إذا تم النظر في التطور العسكري خلال الحرب، فإن البيانات كانت لصالح المتمردين، بسبب ازدياد اعداد ضباط الجانب المتمرد خلال تلك الفترة لتصل إلى 14,104 جندي في 1 أبريل 1939، بينما تناقص هذا العدد في الجانب الجمهوري حتى وصل إلى 4,771، ويرجع ذلك أساسًا إلى خروج العديد من الرؤساء والضباط خلال الحرب إلى الجانب الآخر. كما أشار المؤرخ ميراندا، يجب أن يوضع في الاعتبار أن معظم الضباط الـ 18 ألف الذين كانوا في إسبانيا في يوليو 1936 رحبوا للانقلاب، حيث غلبة العقلية المحافظة بينهم سواءا العقود أو العسكر.
في نهاية الحرب كان للجيش 850 ألف جندي مشاة، و19 ألفًا من رجال المدفعية وقوات كبيرة من سلاح الفرسان.

## الخطوط الخلفية

### الحياة خلف جبهة الحرب
ساهم حوالي 30٪ من الإسبان أو تعاون مع المتمردين في بداية انقلاب يوليو 1936. ويصبح الجمهوريون المهزومون ضحايا لسوء المعاملة في منطقة الثوار، وهناك من برر لتلك الأعمال، بحجة أن البلد في حالة الحرب، ويجب أن تكون هناك تضحيات في الخطوط الخلفية للوطن. وكان القصف الجوي الجمهوري في عمق منطقة التمرد قليلة وعرضية بشكل عام، مقارنة بالتفوق الجوي لطيران المتمردين. على الرغم من كل شيء كانت هناك بعض الهجمات المحدودة على إشبيلية وبرغش وسالامانكا وبلد الوليد، وعلى الرغم من أن القصف الذي خلف أكبر عدد من القتلى كان قصف قبرة في 1938.
بدأت الاحتفالات ومصارعة الثيران تجري بانتظام منذ صيف 1937. وحتى اليانصيب بدأ بالعمل مرة أخرى. وعند حلول الظلام في الساعة 10:00 مساءً، كان صوت كيبو ديانو يُسمع في راديو المقاهي أو المنازل الخاصة. وفي منتصف الليل، يتلى البيان اليومي وتقرير عن الضحايا والسجناء، وأخيراً (بعد الاستماع إلى النشيد الملكي) يكون وقت النوم. ومع ذلك استمرت المنطقة المتمردة في كونها مجتمعًا عسكريًا. ورأت أن نشاط النساء يقتصر على الأدوار التقليدية، على الرغم من أن القسم النسائي الذي أنشأته بيلار بريمو دي ريفيرا أتاح لهن المتنفس للقيام بمهامهن كممرضات أو متطوعات في الخدمة الاجتماعية على الخطوط الخلفية للمناطق المحتلة. وعلى عكس المنطقة الجمهورية، فقد فرض "يوم الطبق الفردي" في بداية الحرب، حيث تقدم المطاعم والنزل وأي مؤسسة تموين في اليوم الأول والخامس عشر من كل شهر طبقًا واحدًا ولكن يكون حسابه كاملا؛ والمبلغ المتبقي يذهب للجمعيات الخيرية.
كان لتطور الصراع تداعيات هائلة على الخطوط الخلفية: بعيدًا عن الاحتفالات بالانتصارات في حملات سانتاندير وأستورياس وأراغون، إلا أن أحداثًا مثل الهجوم الجمهوري على تيرويل ومعركة نهر إبرة مفاجأة غير سارة للخطوط الخلفية. وبعد انتهاء معركة إبرو ارتفعت الروح المعنوية في منطقة فرانكو مرة أخرى؛ وقد ساهمت في ذلك الدعاية في كل من الصحافة والإذاعة والحملات الثقافية التي اجتاحت البلاد. كانت هذه الدعاية نصف كاثوليكية ونصف ملكية، ولكن في كل مرة ذات دلالات فاشية أكبر. بهذا المعنى كان له علاقة كبيرة بقانون الصحافة الجديد الصادر في 9 أبريل 1938، والذي بموجبه تولت الدولة الهيمنة على جميع الصحف. شكّل هجوم كاتالونيا وسقوط إسبانيا الجمهورية في بداية عام 1939 انتصارًا مبهجًا في الحرس الخلفي للفرانكو.

### القمع

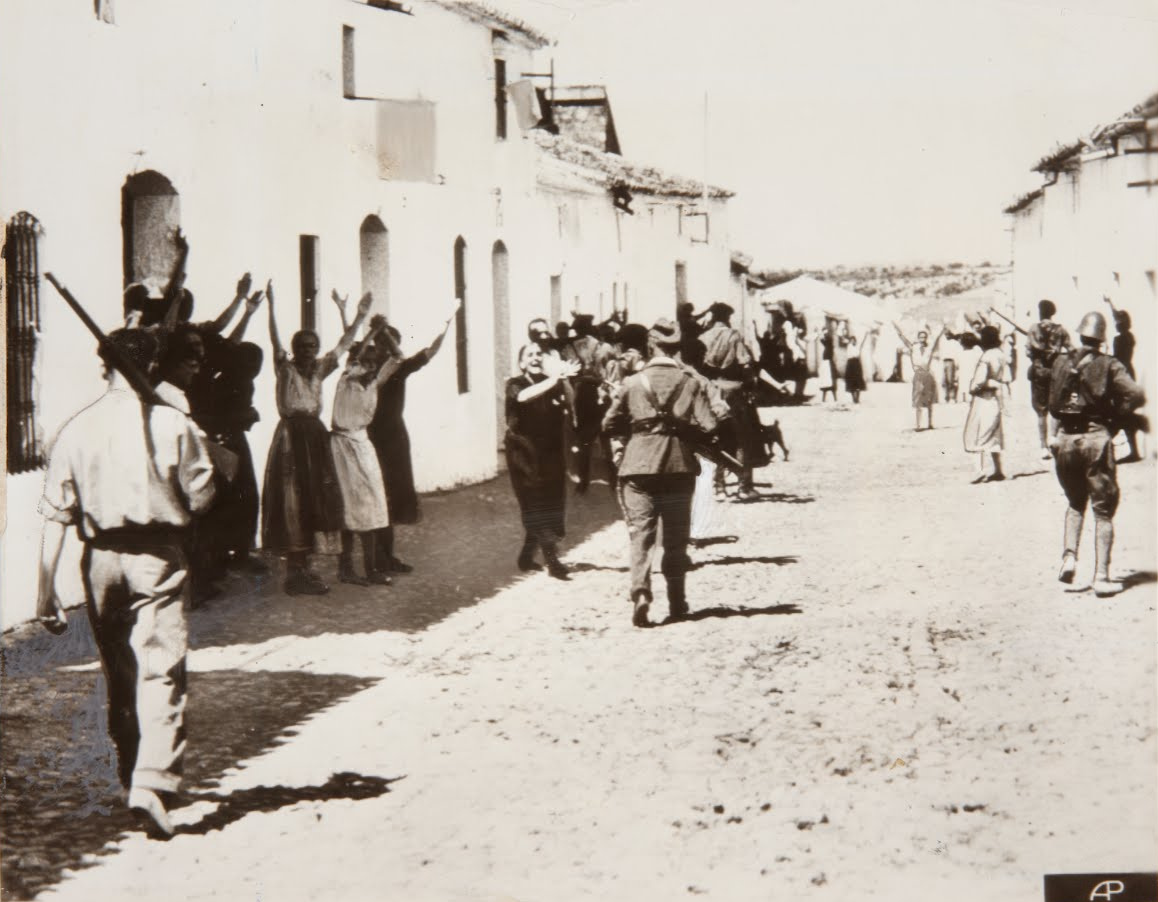
نساء يتوسلن للجنود المتمردين من أجل حياة أقاربهم الأسرى المسجونين. قسنطينة (إشبيلية)، صيف 1936.

وبنفس الطريقة كان فرانكو مدركًا تمامًا لتجاوزات مرؤوسيه في القمع، وكان يتسامح علانية مع تلك المواقف. وفي اللحظات الأولى كان الإذن بأحكام الإعدام يتطلب فقط التوقيع أو إبلاغ بسيط من القائد العسكري لكل إقليم. والكلمة الأخيرة في أحكام الإعدام تكون لفرانكو بصفته القائد الأعلى للقوات المسلحة. بعد تناول القهوة أو شربها قبل القيلولة، وأحيانًا بالسيارة عندما يزور جبهات القتال يتصفح ويوقع الأحكام كالمعتاد. وزاره بيدرو ساينز رودريغيز في سالامانكا وذهل من البرودة التي يوقع بها الأحكام:
«تناول فرانكو الشوكولاتة والخبز المحمص على الإفطار، مع كومة من الملفات على الطاولة وكرسي على كل جانب منها. بينما كان يغمس الخبز المحمص في الشوكولاتة ويستمتع بوجبة الإفطار، كان يتصفح الملفات ويتركها على كرسي أو آخر. أولئك الذين على اليمين مع تنفيذ أحكام الإعدام، والذين على اليسار مع تخفيف الأحكام.»
لم يقتصر القمع على عمليات الإعدام فقط، بل يجري أيضًا التعذيب وسوء المعاملة والتجويع في سجون فرانكو. لذا يجب أن نضيف أنه في نهاية الحرب تم سجن العديد من النساء والأطفال من الجمهوريين في السجون. كانت هناك حالات عديدة لشابات اغتصبهن سجانوهم، وحُبس أطفال في زنازين غير صالحة للسكن ومنهم من انتزع من أمه للتبني. وقد فصل العديد من الأطفال عن أمهاتهم، وفي كثير من الحالات يرسلون للتبني غير القانوني، حيث لا يمكن بموجب القانون سجن القاصرين إلا مع أمهاتهم حتى بلوغهم سن الثالثة. وانتهى الأمر بآخرين في الأديرة، حيث أجبروا على أن يصبحوا راهبات أو متدينين.

### روافد الجبهة القومية
سياسيًا اجتمع مع تلك الجبهة العديد من الأحزاب والمنظمات ذات الأيديولوجيات المشتركة مثل القومية [الإنجليزية] والمحافظة والمناهضة للشيوعية وجذور كاثوليكية قوية. وبعد اندلاع الصراع العسكري تمكن فرانكو من توحيد تلك الجماعات في حزب واحد: الكتائب الإسبانية التقليدية والجمعيات الدفاعية النقابية الوطنية أو الفلانخي الإسبانية، التي تم اعتبارها الفرع السياسي لما يسمى بالحركة الوطنية.
- الاتحاد الإسباني لليمين المستقل أو CEDA هو تحالف من الأحزاب السياسية الكاثوليكية اليمينية، تم إنشاؤها خلال فترة السنتين التقدمية للجمهورية الثانية.[101] تزعمها خوسيه ماريا جيل روبلز، كان الحزب ذو قاعدة جماهيرية كبيرة لليمين الإسباني خلال الجمهورية، وقد قدم نفسه منذ تأسيسه كبديل ليس فقط للجبهة الشعبية ولكن للجمهورية بشكل عام.[102] وفي حربها مع الجمهورية منذ تأسيسها، أثار الإعدام في الأيام الأولى من الحرب لأعضاء بارزين في الحزب بالتمسك النهائي للحزب بالجانب المتمرد.

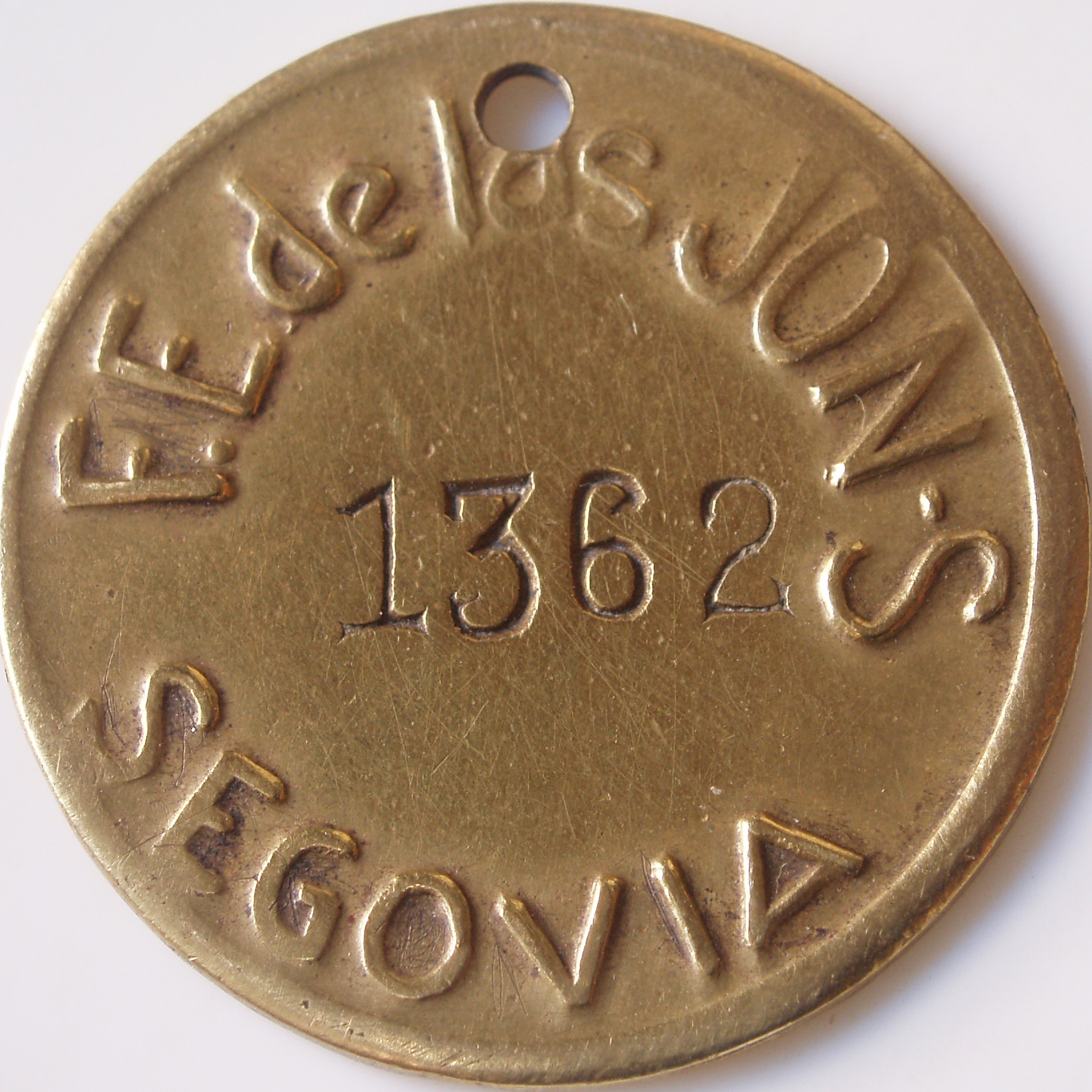
شارة تعريف عسكرية مخصصة لمتطوعي الفالانجيين من شقوبية.

- الفلانخي الإسبانية هو حزب سياسي فاشي أسسه خوسيه أنطونيو بريمو دي ريفيرا سنة 1933 بتمويل من الملكيين ألفونسيين والأحزاب اليمينية التي استخدمته كقوة صدمة. لم يحقق دعمًا شعبيًا كبيرًا، لكن غاراته ومواجهاته المتكررة مع جماعات اليسار الأكثر تطرّفًا، وأعماله العنيفة وعمليات القتل التي ارتكبها ساهمت في خلق مناخ من انعدام الأمن والعنف، فألقت الصحافة اليمينية اللوم على الجمهورية لتثير انتفاضة عسكرية.[103] توفي كل من بريمو دي ريفيرا وأونيسيمو ريدوندو زعيما المجالس الهجومية الوطنية النقابية في الأشهر الأولى من الحرب. وقد لعب الفلانخي دور حاسم في القمع الوحشي الذي قام به المتمردون خلال الصراع.
- الكارلية وهي حركة سياسية تقليدية وشرعية ذات طبيعة مناهضة للجمهورية وللديمقراطية ومعادية بشدة للثورة، نشأت في إسبانيا منذ القرن التاسع عشر بهدف رئيسي هو إنشاء فرع بديل لسلالة بوربون على العرش الإسباني. ومنذ إعلان الجمهورية الإسبانية الثانية بدأ الكارليون في تنظيم أنفسهم عسكريًا.[104] وفي الانتخابات الإسبانية العامة 1936 فازت الجماعة التقليدية بعشرة مقاعد في ترشيحات اليمين. وفي أبريل 1936 ، خطط الكارليون لانتفاضة مسلحة ضد الجمهورية تحت قيادة مانويل فال كوندي وخوسيه لويس زامانيلو اللذان شكلا المجلس العسكري الكارلي الأعلى. ولكن سلطات الجمهورية اكتشفت الخطة وأوقفتها.[105] ومع ذلك فإن فصيل ريجيتا الكارلي شبه العسكري قد لعب دورًا مهمًا في الحرب، وتميز بعنفه الشديد.[106]
- وهناك فصيل الألفونسيين الملكي السياسي الذي دعا خلال الجمهورية الثانية إلى العودة إلى النظام الملكي السياسي، واستعادة فرع سلالة إيزابيلا. وكان ألفونسو الثالث عشر ملك إسبانيا قد تنازل عن العرش بعد الانتخابات البلدية في 12 أبريل 1931 التي فُسرت نتائجها على أنها رفض الشعب لحكمه. توحد أنصاره في حزب تجديد إسبانيا (Renovación Española) وهو حزب سياسي ملكي له تأثير اقتصادي كبير، وله أنصار مقربون في الجيش الإسباني.[107] ومع ذلك لم ينجح الحزب في أن يصبح حركة سياسية جماهيرية. ولم يتميز ألفونسيون بنشاط مهم، لكنهم دعموا مختلف الحركات المزعزعة للاستقرار التي نشأت.[108] حاول خوان دي بوربون ابن الملك المنفي ألفونسو الثالث عشر الانضمام إلى صفوف المتمردين في أغسطس 1936، لكن الجنرالات المسؤولين عن التمرد رفضوا مشاركته،[ملحوظة 4] خوفًا من الانقسام بين المجموعتين الملكيتين.[109]

### اقتصاد الحرب
ظلت العملة الوطنية حتى منتصف الحرب مستقرة، ولم تزد أسعار الضروريات الأساسية بشكل كبير، ويبدو أن شبح الجوع الذي كان مرئيًا في إسبانيا الجمهورية لم يكن موجودًا في المدن. فكان توريد الفحم والمواد الخام الأخرى مقبولًا أيضًا.

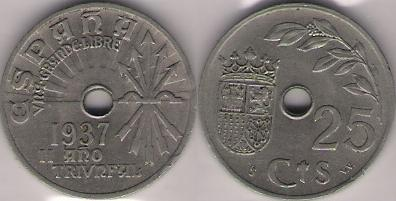
عملات القوميين لسنة 1937 بقيمة 25 قيراطًا.

كانت الطرق المستخدمة في المنطقة الوطنية لتمويل الحرب على النحو التالي:
- بنود المساعدة المالية والتمويل الوارد من ألمانيا وإيطاليا.
- إنشاء مقر لبنك إسبانيا المركزي قومي في برغش، والذي زود الدولة الجديدة بائتمان قدره 9 ملايين بيزيتا. أصدر البنك الجديد نسخة جديدة من الأوراق النقدية بمبلغ إجمالي قدره 9.000 مليون بيزيتا في ذلك الوقت.[111]
- تأجيل الدولة لفوائد الديون و60٪ من قيمة مستلزمات الحرب؛
- تقليل النفقات الزائدة.
- استحداث ضرائب جديدة لزيادة الدخل.

بالإضافة إلى كل هذا أمر المجلس الفني في يوليو 1937 بتجميد الحسابات المصرفية الجارية في كامل المنطقة الخاضعة لنفوذه. وبعدها قاموا بإعادة توحيد النقد، وسمح قانون إلغاء حظر البنوك الصادر في 7 ديسمبر 1939 بإعادة تحويل المال الجمهوري القديم. تم تصميم هذا القانون بشكل أكبر ليتم تطبيقه على منطقة الجمهورية، حيث كان له طابع رجعي وقمعي واضح فيما يتعلق بالحسابات المصرفية في المنطقة الجمهورية أثناء الحرب.
وفي نهاية 1938، ساء الوضع الاقتصادي في المنطقة التي سيطر عليها فرانكو مقارنة بالعام السابق وتضخم بعض الأسعار بقوة، على الرغم من أن الإنتاج الصناعي والتعديني كان أعلى مما كان عليه في وقت السلم. سواء بالنسبة لاحتياجات زمن الحرب ولتجارة المواد الخام مع ألمانيا وإيطاليا. اختارت دولة فرانكو الجديدة الاكتفاء الذاتي الاقتصادي في نفس العام، والذي جلب في الواقع كارثة اقتصادية واجتماعية. إلى تدخل الدولة الكارثي في الاقتصاد، بالإضافة إلى الفساد المتزايد للعديد من مسؤولي الدولة كمقدمة للوضع الذي قد يحدث في فترة ما بعد الحرب الإسبانية.